# Karin Illgen
Karin Illgen (Greifswald, 7 aprile 1941) è un'ex discobola tedesca.

## Palmarès
| Anno | Manifestazione | Sede              | Evento           | Risultato | Misura  | Note                     |
| ---- | -------------- | ----------------- | ---------------- | --------- | ------- | ------------------------ |
| 1968 | Olimpiadi      | Città del Messico | Lancio del disco | 10ª       | 52,18 m |                          |
| 1969 | Europei        | Atene             | Lancio del disco | Bronzo    | 58,66 m |                          |
| 1970 | Universiadi    | Torino            | Lancio del disco | Oro       | 62,04 m | Record delle Universiadi |

## Altre competizioni internazionali
1970
- Coppa Europa di atletica leggera ( Budapest)